# Nunziatura apostolica in Prussia
La nunziatura apostolica in Prussia o nunziatura apostolica a Berlino è stata una rappresentanza diplomatica permanente della Santa Sede nello stato regionale della Prussia. La sede era a Berlino. La nunziatura era retta da un diplomatico, detto "nunzio apostolico a Berlino", che aveva il rango di ambasciatore.

## Storia
La nunziatura apostolica a Berlino venne fondata nel 1925 da papa Pio XI su richiesta dello Stato libero di Prussia (parte della Repubblica di Weimar) che intendeva dare maggior risalto alla capitale anche a favore dei cattolici presenti.
Già dalla costituzione dell'Impero tedesco nel 1871, era stato avanzato il progetto di costituire una nunziatura apostolica a Berlino ma la forte presenza del protestantesimo secolarmente sostenuto dai sovrani prussiani (poi divenuti imperatori tedeschi) e la mancanza di una chiara politica favorevole allo Stato Pontificio, oltre alle particolari condizioni politiche di opposizione all'Austria (secolare potenza filo cattolica), ritardarono il processo della costituzione di questa ambasceria.
Quando ad ogni modo venne creata la nunziatura apostolica a Berlino era già stata inaugurata la nunziatura apostolica in Germania ed essa, unitamente a quella in Baviera che pure coesisteva da secoli, venne accorpata solitamente nelle mani di un solo nunzio.
Dal 30 gennaio 1934 i lander tedeschi persero la loro tradizionale indipendenza federale e tutti i rapporti diplomatici delle diverse regioni confluirono a Berlino e la nunziatura a Berlino venne ufficialmente chiusa. Dopo la seconda guerra mondiale venne ripristinata solo la nunziatura apostolica in Germania che riprendeva i rapporti con lo Stato della Chiesa a livello unitario nello Stato.

## Lista dei nunzi apostolici
- 1925–19 agosto 1929 Eugenio Pacelli, arcivescovo titolare di Sardi, dal 1917–24 gennaio 1925 nunzio apostolico in Baviera e dal 1920–1929 nunzio apostolico in Germania, poi papa Pio XII
- 1930–31 maggio 1934 Cesare Orsenigo, arcivescovo titolare di Tolemaide, dal 1922–1925 internunzio apostolico a 's-Gravenhage (Le Hague), 1925–1930 nunzio a Budapest, 1930–1945 nunzio in Germania